# Liste der Biografien/Brani
Liste der Biografien |
Portal Biografien |
Personensuche
# |
A |
B |
C |
D |
E |
F |
G |
H |
I |
J |
K |
L |
M |
N |
O |
P |
Q |
R |
S |
T |
U |
V |
W |
X |
Y |
Z |
?
 
Ba |
Be |
Bd |
Bg |
Bh |
Bi |
Bj |
Bl |
Bm |
Bn |
Bo |
Br |
Bs |
Bu |
Bw |
By |
Bz
 
Bra |
Brc |
Brd |
Bre |
Brg |
Bri |
Brj |
Brk |
Brl |
Brn |
Bro |
Brp–Brt |
Bru |
Brv |
Bry |
Brz
 
Braa |
Brab |
Brac |
Brad |
Brae |
Braf |
Brag |
Brah |
Brai |
Braj |
Brak |
Bral |
Bram |
Bran |
Brao |
Braq |
Brar |
Bras |
Brat |
Brau |
Brav |
Braw |
Brax |
Bray |
Braz
 
Brana |
Branc |
Brand |
Brane |
Branf |
Brang |
Branh |
Brani |
Brank |
Branl |
Brann |
Brano |
Branq |
Brans |
Brant |
Brany |
Branz
Die Liste der Biografien führt alle Personen auf, die in der deutschsprachigen Wikipedia einen Artikel haben. Dieses ist eine Teilliste mit 15 Einträgen von Personen, deren Namen mit den Buchstaben „Brani“ beginnt.

## Brani

### Branic
- Branice, Ligia (1932–2022), polnische Schauspielerin
- Branicka, Alexandra (1754–1838), russische Adlige, Kammerzofe und persönliche Hofdame der russischen Zarin Katharina II.
- Branicka, Zofia (1790–1879), polnische Adlige und Kunstmäzenin
- Branicki, Franciszek Ksawery († 1819), polnischer Generaladjutant und Krongroßjägermeister
- Branicki, Jan Klemens (1689–1771), polnischer Krongroßfeldherr

### Branig
- Branig, Hans (1905–1985), deutscher Archivar und Historiker
- Branigan, Laura (1952–2004), US-amerikanische Sängerin, Songwriterin und SchauspielerinLaura Branigan (1952–2004)

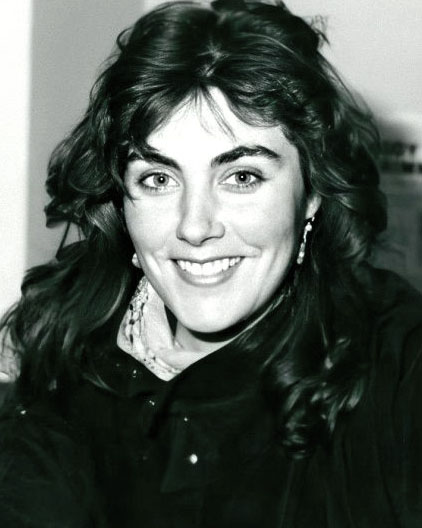
Laura Branigan (1952–2004)

- Branigin, Roger D. (1902–1975), US-amerikanischer Politiker

### Branik
- Branik, Michael (* 1953), deutscher Hörfunk-Redakteur und -Moderator
- Branikovits, László (1949–2020), ungarischer Fußballspieler

### Branim
- Branimir, Fürst von Dalmatinisch-Kroatien

### Branis
- Braniß, Christlieb Julius (1792–1873), deutscher Philosoph und Rektor der Universität Breslau
- Braniște, Lavinia (* 1983), rumänische Schriftstellerin und Übersetzerin
- Brănișteanu, Horiana (* 1942), rumänische Opernsängerin und Hochschullehrerin

### Branit
- Branitzki, Heinz (1929–2016), deutscher Manager, Vorstandsvorsitzender des Automobilbauers Porsche (1988–1990)